# Dreiband Grand Prix 1987/7
Der Dreiband Grand Prix 1987/7 war das 7. Turnier in dieser Disziplin des Karambolagebillards und fand vom 16. bis zum 18. Oktober 1987 in Oosterhout statt.
Das BWA-Turnier wurde als "GRAND-PRIX OOSTERHOUT" ausgetragen.

## Geschichte
Der Japaner Junichi Komori gewann sein zweites Grand-Prix Turnier durch einen 3:1 Satzsieg gegen den Niederländer Rini van Bracht. Platz drei ging an Rekordweltmeister Raymond Ceulemans.

## Turniermodus
Insgesamt nahmen 144 Akteure aus vier Kontinenten und 15 Ländern an diesem Turnier teil. Zuerst wurde eine Qualifikation mit 128 Spielern ausgetragen. Die acht Besten dieser Qualifikation kamen ins Hauptturnier. Es waren für dieses Turnier 16 Spieler gesetzt. Sie spielten zuerst im K.-o.-System die acht Spieler aus, die auf die besten acht Qualifikanten trafen. Danach wurden per Los die Paarungen für das Achtelfinale ermittelt. Das Turnier wurde in der Qualifikation auf zwei Gewinnsätze, im Hauptturnier auf drei Gewinnsätze bis 15 Punkte gespielt.
Bei MP-Gleichstand wurde in folgender Reihenfolge gewertet:
1. MP = Matchpunkte
2. SP = Satzpunkte
3. GD = Generaldurchschnitt
4. HS = Höchstserie

## Vorrunde
| Platz | Name                   | MP  | SP   | GD    |
| ----- | ---------------------- | --- | ---- | ----- |
| 1     | Richard Bitalis        | 8:0 | 12:3 | 1,459 |
| 2     | Raymond Ceulemans      | 4:4 | 9:7  | 1,428 |
| 3     | Christ van der Smissen | 4:4 | 6:7  | 1,108 |
| 4     | Torbjörn Blomdahl      | 2:6 | 6:11 | 1,380 |
| 5     | Tatsuo Arai            | 2:6 | 6:11 | 0,925 |

| Platz | Name            | MP  | SP   | GD    |
| ----- | --------------- | --- | ---- | ----- |
| 1     | Rini van Bracht | 8:0 | 12:7 | 1,200 |
| 2     | Junichi Komori  | 4:4 | 8:8  | 1,312 |
| 3     | Dieter Müller   | 4:4 | 9:7  | 1,147 |
| 4     | Ludo Dielis     | 4:4 | 8:9  | 1,056 |
| 5     | Park Byung-moon | 0:8 | 6:12 | 0,925 |

## Finalrunde

### Platz 1–4
|  | Halbfinale 3 GS bis 15       | Halbfinale 3 GS bis 15 |                   |                  | Finale 3 GS bis 15 | Finale 3 GS bis 15 |
|  |                              |                        |                   |                  |                    |                    |
|  | Richard Bitalis              | 4/14/15/7 (1,000)      |                   |                  |                    |                    |
|  | Junichi Komori               | 15/15/13/15 (1,414)    |                   |                  |                    |                    |
|  |                              |                        |                   |                  |                    |                    |
|  |                              |                        |                   |                  |                    |                    |
|  | Junichi Komori               | 15/5/15/15 (1,315)     |                   |                  |                    |                    |
|  |                              | Rini van Bracht        | 12/15/6/6 (1,054) |                  |                    |                    |
|  |                              |                        |                   |                  |                    |                    |
|  | Spiel um Platz 3 3 GS bis 15 |                        |                   |                  |                    |                    |
|  |                              |                        | Richard Bitalis   | 7/9/11 (0,900)   |                    |                    |
|  | Rini van Bracht              | 15/15/15 (1,363)       | Raymond Ceulemans | 15/15/15 (1,460) |                    |                    |
|  | Raymond Ceulemans            | 12/4/14 (0,967)        |                   |                  |                    |                    |

## Abschlusstabelle
| MP    | Match Points (Sieger = 2; Unentschieden = 1; Verlierer = 0) |
| Pkte. | Erzielte Karambolagen                                       |
| Aufn. | Benötigte Versuche                                          |
| GD    | Generaldurchschnitt                                         |
| BED   | Bester Einzeldurchschnitt eines Spielers                    |
| HS    | Höchstserie                                                 |
|       | Bester GD des Turniers                                      |
|       | Bester ED des Turniers                                      |
|       | Beste HS des Turniers                                       |
|       | 1. Platz (Gold)                                             |
|       | 2. Platz (Silber)                                           |
|       | 3. Platz (Bronze)                                           |

| Phase          | Platz | Name                   | MP   | SP    | GD    | HS | WRP |
| -------------- | ----- | ---------------------- | ---- | ----- | ----- | -- | --- |
| Finale         | 1     | Junichi Komori         | 8:4  | 14:10 | 1,330 | 13 | 12  |
| Finale         | 2     | Rini van Bracht        | 10:2 | 16:10 | 1,200 | 9  | 8   |
| Halb- finale   | 3     | Raymond Ceulemans      | 6:6  | 13:10 | 1,349 | 7  | 6   |
| Halb- finale   | 4     | Richard Bitalis        | 8:4  | 13:9  | 1,289 | 9  | 5   |
| Gruppen- phase | 5     | Dieter Müller          | 4:4  | 9:7   | 1,147 | 7  | 4   |
| Gruppen- phase | 6     | Christ van der Smissen | 4:4  | 6:7   | 1,108 | 7  | 3   |
| Gruppen- phase | 7     | Ludo Dielis            | 4:4  | 8:9   | 1,056 | 9  | 2   |
| Gruppen- phase | 8     | Torbjörn Blomdahl      | 2:6  | 6:11  | 1,380 | 9  | 1   |
| Gruppen- phase | 9     | Tatsuo Arai            | 2:6  | 6:11  | 0,925 | 7  | -   |
| Gruppen- phase | 10    | Park Byung-moon        | 0:8  | 6:12  | 0,872 | 7  | -   |